# Felix Goedhart
Felix Goedhart (* 1964 in Hamburg) ist ein deutscher Wirtschaftsmanager. Er ist Mitglied im Aufsichtsrat der HSV Fußball AG.

## Ausbildung und berufliche Stationen
Felix Goedhart studierte Betriebswirtschaftslehre und schloss an der Universität St. Gallen mit dem Lic.Oec. HSG und an der University of Chicago mit dem MBA (Schwerpunkt Finance) ab. Er hatte sich dabei vorwiegend auf Finanz- und Rechnungswesen spezialisiert. Nach dem Studium arbeitete er als Unternehmensberater bei Booz & Co. in Düsseldorf und München. Als Senior-Projektleiter war er für diverse Projekte im In- und Ausland tätig. 1995 fand Goedhart eine Anstellung als Führungskraft im Medienkonzern der Kirch-Gruppe bei der Pay-TV Plattform DF1 und später beim Privatsender Premiere. Vier Jahre später arbeitete Goedhart bei der Kapitalgesellschaft equitrust AG (DMB Deutsche Mittelstand Beteiligungen GmbH) im Beteiligungs- sowie im Fondsgeschäft. Eine der namhaften Beteiligungen war die Ersol Solar Energy AG (heute Bosch Solar Energy), bei der Kapital in Höhe einer halben Milliarde Euro investiert wurde. Von 2006 bis 2015 bekleidete Goedhart das Amt des Vorstandes der Capital Stage AG in Hamburg, einer im SDAX gelistete börsennotierte Gesellschaft, die sich auf Solar- und Windparks spezialisiert hat. Felix Goedhart ist unter anderem Aufsichtsratsmitglied des Automobilhändlers der Gottfried Schultz GmbH & Co.

## Tätigkeit beim Hamburger Sportverein
Goedhart kandidierte 2011 für den Aufsichtsrat des Hamburger SV, verpasste aber den Einzug in das Gremium. Nach Mitgliederbeschluss vom 25. Mai 2014 wurde er aufgrund seiner wirtschaftlichen Kompetenz neben fünf weiteren Personen zum Mitglied des Aufsichtsrates ernannt.

„Ich beobachte seit Jahren mit großem Vorbehalt den teilweise unverantwortlichen Umgang mit Geld in unserem Verein. Hier benötigt der Vorstand deutlich mehr Unterstützung von Profis.“

In die Schlagzeilen geriet Felix Goedhart Anfang Februar 2018, als öffentlich bekannt wurde, dass er andere Aufsichtsratsmitglieder per Mail zum „Sturz“ des Vorstandsvorsitzenden Heribert Bruchhagen und des Sportchefs Jens Todt aufgerufen habe.

## Privates
Felix Goedhart ist verheiratet und Vater von zwei Söhnen und einer Tochter.